# Aristobia umbrosa
Aristobia umbrosa es una especie de escarabajo longicornio del género Aristobia, subfamilia Lamiinae. Fue descrita científicamente por Thomson en 1865.
Se distribuye por Indonesia y Malasia. Mide 20-35 milímetros de longitud. El período de vuelo ocurre en los meses de enero, abril y diciembre.